# Clodoaldo (futbolista)
Clodoaldo Tavares de Santana, también conocido como Clodoaldo (Aracaju, Brasil, 26 de septiembre de 1949) es un ex jugador de fútbol brasileño. 
Podía jugar tanto en la defensa como en el ataque, lo cual hizo en el Santos F. C., club donde desarrolló la gran parte de su carrera como futbolista, desde sus inicios (1966), hasta 1979, retirándose en 1981 tras jugar con los Tampa Bay Rowdies de Estados Unidos y el Nacional Futebol Clube brasileño.
Con la Selección nacional de Brasil, fue convocado 69 veces (40, oficialmente) entre 1969 y 1974, marcando un total de 3 goles. Formaba parte de la escuadra brasileña que ganó el Mundial de fútbol de 1970, contribuyendo al gol de Carlos Alberto Torres contra la Selección italiana: Clodoaldo regateó a cuatro jugadores italianos antes de comenzar una serie de pases que culminaron en gol. 
Otra acción destacada fue en el partido de semifinales entre Brasil y Uruguay en México 70. Gerson tenía problemas para repartir el balón en la mitad de la cancha por el fuerte marcaje uruguayo. Gerson que jugaba de  Volante de salida, rota con Clodoaldo que no pasaba la mitad de la cancha jugando de defensa. Bastó entonces una sola descolgada de Clodoaldo tras una pared con Tostao para marcar el primer gol brasileño, empatar y posteriormente ganar el partido contra Uruguay.  
En su juego, destacaba su regate, así como su agilidad. Era un jugador rápido, de estatura media, diestro.

## Clubes
- 1966-1979: Santos Futebol Clube (Brasil)
- 1980: Tampa Bay Rowdies (Estados Unidos)
- 1981: Nacional Futebol Clube (Brasil)

## Palmarés
- Recopa Mundial de 1968, con el Santos.
- Ganador de la Recopa Sudamericana en 1968 y 1969, con el Santos FC.
- Campeón del mundo en 1970 con la Selección nacional de Brasil.
- Ganador de la Copa Roca de 1971 con la Selección de Brasil
- Ganador del Campeonato Paulista (campeonato estatal de São Paulo) en 1967, 1968, 1969, 1973 y 1978, con el Santos FC (Santos Futebol Clube).

- Datos: Q464419
- Multimedia: Clodoaldo / Q464419